# Quaestus jeannei
Quaestus jeannei es una especie de escarabajo del género Quaestus, familia Leiodidae. Fue descrita por Henri Coiffait en 1965.

## Distribución
Se encuentra en España.

## Subespecies
Se reconocen las siguientes:
- Q. j. jeannei
- Q. j. pongai